# Nyurba
Huyện Nyurba (tiếng Nga: ? райо́н) là một huyện hành chính tự quản (raion), của Cộng hòa Sakha, Nga. Huyện có diện tích 2 km², dân số thời điểm ngày 1 tháng 1 năm 2000 là 11000 người. Trung tâm của huyện đóng ở Nyurba.